# Glenea proximoides
Glenea proximoides là một loài bọ cánh cứng trong họ Cerambycidae.